# Guerra sinoíndia
La Guerra sinoíndia va ser un conflicte armat entre la Xina i l'Índia que va tenir lloc d'octubre a novembre de 1962. Va ser una escalada militar de la disputa fronterera sinoíndia. Els combats es van produir al llarg de la frontera de l'Índia amb la Xina, a l'Agència de la Frontera del Nord-est de l'Índia, a l'est de Bhutan, i a Aksai Chin, a l'oest del Nepal.
Hi havia hagut una sèrie d'escaramusses frontereres entre els dos països després de l'aixecament tibetà de 1959, quan l'Índia va concedir asil al Dalai Lama. L'acció militar xinesa es va fer cada cop més agressiva després que l'Índia va rebutjar els acords diplomàtics xinesos proposats durant el període 1960–1962, i la Xina va reprendre les "patrulles d'avantguarda" anteriorment prohibides a Ladakh després del 30 d'abril de 1962. Enmig de la crisi dels míssils de Cuba, la Xina va abandonar tots els intents de resolució pacífica el 20 d'octubre de 1962, envaint el territori en disputa al llarg dels 3.225 quilòmetres de frontera a Ladakh i a través de la línia McMahon a la frontera nord-est. Les tropes xineses van fer retrocedir les forces índies als dos escenaris, capturant tot el seu territori reclamat al teatre occidental i el Tawang al teatre oriental. El conflicte va acabar quan la Xina va declarar unilateralment un alto el foc el 20 de novembre de 1962, i simultàniament va anunciar la seva retirada a la seva posició d'abans de la guerra, la frontera efectiva Xina-Índia (també coneguda com la Línia actual de control).
A mesura que la ruptura sinosoviètica s'aprofundia, la Unió Soviètica va fer un gran esforç per donar suport a l'Índia, especialment amb la venda d'avions caça MiG avançats. Simultàniament, els Estats Units i el Regne Unit es van negar a vendre armament avançat a l'Índia, la qual cosa la va obligar a recórrer als soviètics per obtenir ajuda militar.

## Ubicació
La Xina i l'Índia compartien una llarga frontera, seccionada en tres trams pel Nepal, Sikkim (llavors un protectorat indi) i Bhutan, que segueix l'Himàlaia entre Birmània i el que llavors era el Pakistan Occidental. Al llarg d'aquesta frontera es troben diverses regions en disputa. Al seu extrem occidental hi ha la regió d'Aksai Chin, una àrea de la mida de Suïssa, que es troba entre la regió autònoma xinesa de Xinjiang i el Tibet, que la Xina va declarar com a regió autònoma el 1965. La frontera oriental, entre Birmània i Bhutan, comprèn l'actual estat indi d'Arunachal Pradesh, antigament l'Agència de la Frontera del Nord-est. Ambdues regions van ser envaïdes per la Xina durant el conflicte de 1962.

La major part dels combats va tenir lloc a grans elevacions. La regió d'Aksai Chin és un desert de salines a uns 5.000 metres sobre el nivell del mar, i Arunachal Pradesh és muntanyosa amb diversos cims que superen 7.000 metres. L'exèrcit xinès posseïa una de les carenes més altes de la regió. La gran altitud i les condicions de congelació van provocar dificultats logístiques i de benestar. En conflictes similars passats, com la campanya italiana de la Primera Guerra Mundial, les dures condicions van causar més baixes que les accions enemigues. La guerra sinoíndia no va ser diferent, amb moltes tropes d'ambdós bàndols que van sucumbir a les temperatures fredes.

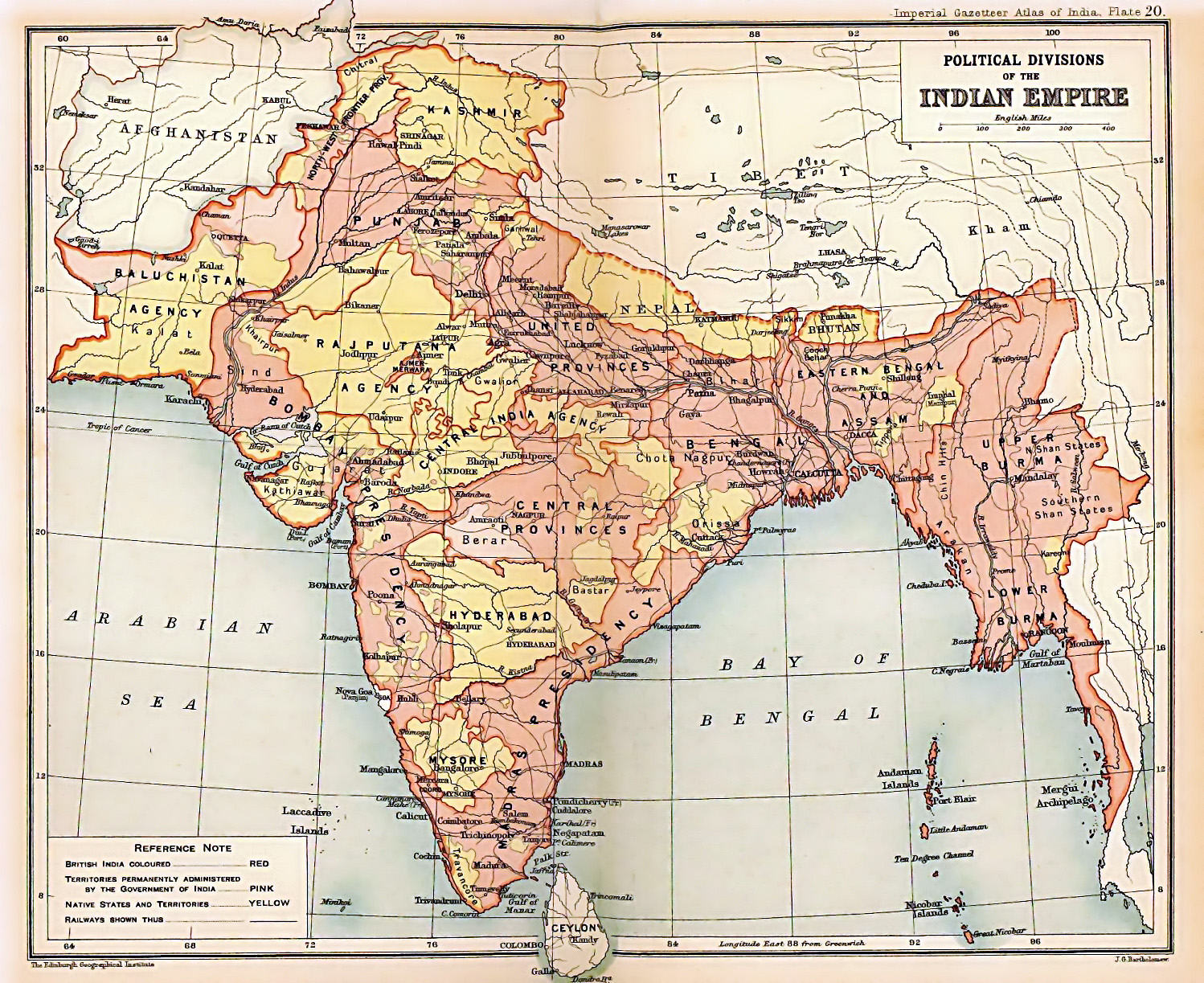
Un mapa britànic anterior a Simla publicat el 1909 mostra l'anomenada "Línia Exterior" com a límit nord de l'Índia.
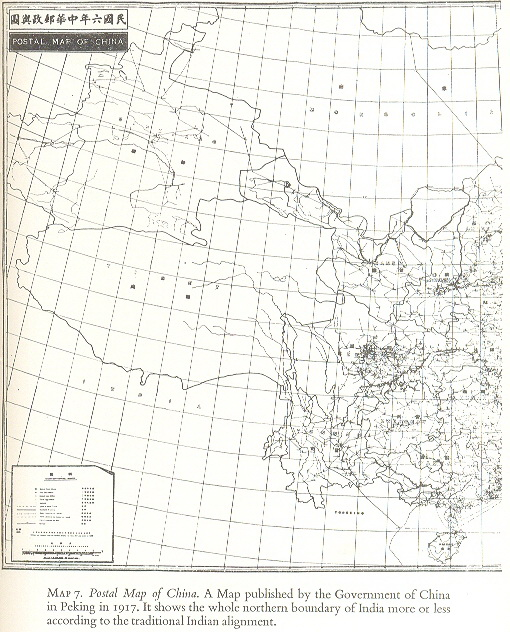
Un mapa postal de la Xina, publicat pel govern de la Xina, 1917

## Rerefons
La causa principal de la guerra va ser una disputa sobre la sobirania de les regions frontereres d'Aksai Chin i d'Arunachal Pradesh, molt separades entre elles. Aksai Chin, reclamat per l'Índia com a part de Ladakh i per la Xina com a part de Xinjiang, conté un important enllaç viari que connecta les regions xineses del Tibet i Xinjiang. La construcció d'aquesta carretera per part de la Xina va ser un dels desencadenants del conflicte.

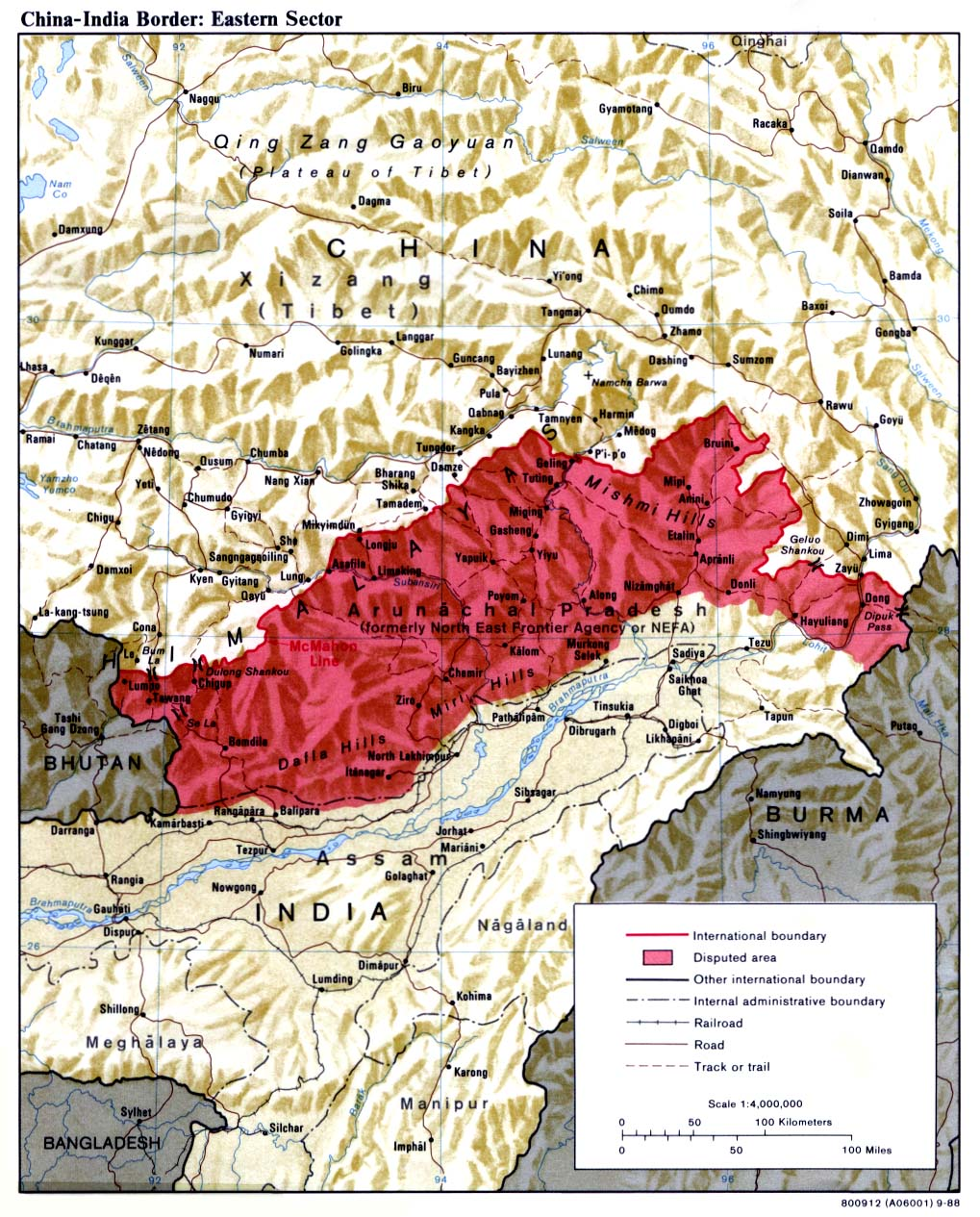
La línia McMahon és la línia vermella que marca el límit nord de l'àrea en disputa.

## Esdeveniments que van portar a la guerra
L'Índia britànica s'havia dividit el 1947 en l'Índia i el Pakistan, mentre que la guerra civil xinesa va donar lloc a la formació de la República Popular de la Xina el 1949. Una de les polítiques més bàsiques del nou govern indi va ser la de mantenir relacions cordials amb la Xina, recuperant els seus antics vincles d'amistat. Així, l'Índia va ser una de les primeres nacions a concedir reconeixement diplomàtic a la recentment creada RPC.
El 1950, l'Exèrcit d'Alliberament del Poble (PLA) xinès va envair el Tibet, que els governs xinesos consideraven encara part de la Xina. Més tard, els xinesos van ampliar la seva influència construint una carretera el 1956–67 i col·locant llocs fronterers a Aksai Chin. L'Índia va protestar contra aquests moviments i va decidir buscar una solució diplomàtica per garantir una frontera estable entre la Xina i l'Índia. Per resoldre qualsevol dubte sobre la posició índia, el primer ministre Jawaharlal Nehru va declarar al parlament que l'Índia considerava la línia McMahon com la seva frontera oficial. Els xinesos no van expressar cap preocupació per aquesta declaració.
En aquell moment, els funcionaris xinesos no van emetre cap condemna de les afirmacions de Nehru ni van fer cap oposició a les declaracions obertes de control de Nehru sobre Aksai Chin. El 1956, el primer ministre xinès Zhou Enlai va declarar que no tenia cap reclamació sobre el territori controlat per l'Índia. Més tard va declarar que Aksai Chin ja estava sota jurisdicció xinesa i que la línia McCartney-MacDonald era la línia que la Xina podia acceptar. Més tard, Zhou va declarar que, com el límit no estava demarcat i mai havia estat definit per tractat entre cap govern xinès o indi, el govern indi no podia definir unilateralment les fronteres d'Aksai Chin.
El 1954, Nehru va escriure una nota demanant que les fronteres de l'Índia estiguessin clarament definides i demarcades; d'acord amb la filosofia índia anterior, els mapes indis mostraven una frontera que, en alguns llocs, es trobava al nord de la línia McMahon. El primer ministre xinès, Zhou Enlai, el novembre de 1956, va assegurar a l'Índia que la Xina no tenia cap reclamació sobre el territori indi, tot i que els mapes oficials xinesos mostraven 120.000 quilòmetres quadrats del territori reclamat per l'Índia com a xinès. També al·leguen que Zhou li va dir a Nehru que no hi havia problemes de frontera amb l'Índia.
El 1954, la Xina i l'Índia van negociar els cinc principis de convivència pacífica, pels quals les dues nacions van acordar acatar en la resolució de les seves disputes. L'Índia va presentar un mapa fronterer que va ser acceptat per la Xina i es va popularitzar l'eslògan Hindi-Chini bhai-bhai (els indis i els xinesos són germans). Nehru el 1958 havia dit en privat a G. Parthasarathi, l'enviat indi a la Xina que no confiés gens en els xinesos i que li enviés totes les comunicacions directament, passant per alt el ministre de Defensa, V. K. Krishna Menon, ja que els seus antecedents comunistes enfosquien el seu pensament sobre la Xina. Segons John W Garver, la política de Nehru sobre el Tibet era crear una associació sinoíndia forta que es catalitzés mitjançant un acord i un compromís sobre el Tibet. Garver creu que les accions anteriors de Nehru li havien donat la confiança que la Xina estaria preparada per formar un "Eix asiàtic" amb l'Índia.
Aquest aparent progrés en les relacions va patir un gran retrocés quan, el 1959, Nehru va acollir el líder religiós tibetà de l'època, el 14è Dalai Lama, que va fugir de Lhasa després d'un aixecament tibetà fallit contra el domini xinès. El president del Partit Comunista Xinès, Mao Zedong, es va indignar i va demanar a l'agència de notícies Xinhua que elaborés informes sobre els expansionistes indis que operaven al Tibet.
Els incidents fronterers van continuar durant aquest període. L'agost de 1959, l'EPL va prendre un presoner indi a Longju, que tenia una posició ambigua a la línia McMahon, i dos mesos més tard a Aksai Chin, un enfrontament al pas de Kongka va provocar la mort de nou policies fronterers indis.
El 2 d'octubre, el primer secretari soviètic Nikita Khrusxov va defensar Nehru en una reunió amb Mao. Aquesta acció va reforçar la impressió de la Xina que la Unió Soviètica, els Estats Units i l'Índia tenien dissenys expansionistes sobre la Xina. El PLA va arribar a preparar un pla de contraatac d'autodefensa. Es van reiniciar les negociacions entre les nacions, però no es va fer cap progrés.
Com a conseqüència del no reconeixement de la línia McMahon, els mapes de la Xina mostraven que tant l'àrea de la frontera del nord-est (NEFA) com Aksai Chin eren territori xinès. El 1960, Zhou Enlai va suggerir extraoficialment que l'Índia abandonés les seves reclamacions a Aksai Chin a canvi d'una retirada xinesa de les reclamacions sobre NEFA. Adherint-se a la seva posició declarada, Nehru creia que la Xina no tenia cap reclamació legítima sobre cap d'aquests territoris i, per tant, no estava disposada a concedir-los. Aquesta postura inflexible es va percebre a la Xina com una oposició índia al domini xinès al Tibet. Nehru es va negar a dur a terme cap negociació sobre la frontera fins que les tropes xineses no es retiressin d'Aksai Chin, una posició recolzada per la comunitat internacional.
L'Índia va produir nombrosos informes sobre les negociacions i va traduir informes xinesos a l'anglès per ajudar a informar el debat internacional. La Xina creia que l'Índia simplement assegurava les seves línies de reclamació per continuar els seus "grans plans al Tibet". La posició de l'Índia que la Xina es retirés d'Aksai Chin va provocar un deteriorament continu de la situació diplomàtica fins al punt que les forces internes pressionaven a Nehru perquè prengués una posició militar contra la Xina.
El 1960, basant-se en un acord entre Nehru i Zhou Enlai, funcionaris de l'Índia i la Xina van mantenir discussions per resoldre la disputa de la frontera. La Xina i l'Índia no estaven d'acord sobre la principal conca hidrogràfica que definia el límit al sector occidental. Les declaracions xineses respecte a les seves afirmacions frontereres sovint van tergiversar les fonts citades. El fracàs d'aquestes negociacions es va veure agreujat pels acords fronterers xinesos amb èxit amb el Nepal (Tractat de pau i amistat sinonepalès) i Birmània el mateix any.
L'estiu de 1961, la Xina va començar a patrullar al llarg de la línia McMahon. Van entrar a parts de regions administrades pels indis i van fer enfadar molt els indis en fer-ho. Els xinesos, però, no creien que s'introduïssin al territori indi. Com a resposta, els indis van llançar una política de creació de llocs avançats darrere de les tropes xineses per tal de tallar-los els subministraments i forçar el seu retorn a la Xina.
Finalment, hi va haver 60 llocs avançats, inclosos 43 al llarg de la frontera reivindicada pels xinesos a Aksai Chin.
Els líders indis creien, basant-se en diplomàcia prèvia, que els xinesos no reaccionarien amb força. Segons la història oficial de l'Índia, els llocs indis i els xinesos estaven separats per un estret tram de terra. La Xina s'havia anat estenent constantment a aquestes terres i l'Índia va reaccionar amb la política de llocs avançats per demostrar que aquelles terres no estaven desocupades. Neville Maxwell remunta aquesta confiança al cap de l'Oficina d'Intel·ligència Mullik.
La reacció inicial de les forces xineses va ser retirar-se quan els llocs avançats indis avançaven cap a ells. Tanmateix, això semblava animar les forces índies a accelerar encara més la seva política de llocs avançats. En resposta, la Comissió Militar Central va adoptar una política de "convivència armada". En resposta als llocs avançats indis que encerclaven les posicions xineses, les forces xineses construirien més llocs avançats per contra-recercar aquestes posicions índies. Aquest patró d'encerclament i contra-encerclament va donar lloc a un desplegament entrellaçat, semblant a un tauler d'escacs, de les forces xineses i índies. Malgrat els encerclaments d'ambdós bàndols, no es va produir cap foc hostil a cap dels dos bàndols, ja que les tropes d'ambdós bàndols tenien ordres de disparar només en defensa. Sobre la situació, Mao va comentar:
| « | (anglès) Nehru wants to move forward and we won't let him. Originally, we tried to guard against this, but now it seems we cannot prevent it. If he wants to advance, we might as well adopt armed coexistence. You wave a gun, and I'll wave a gun. We'll stand face to face and can each practice our courage. | (català) Nehru vol avançar i no el deixarem. Originalment, vam intentar protegir-nos d'això, però ara sembla que no podem evitar-ho. Si vol avançar, també podríem adoptar la convivència armada. Tu agites una pistola, i jo ho faré. Ens posarem cara a cara i podrem practicar cadascú el nostre coratge. | » |

Els atacs de la Xina que van començar el 20 d'octubre de 1962 es van argumentar com una represàlia per la política de llocs avançats.: 252 

## Ofensiva xinesa
El 20 d'octubre de 1962, el PLA va llançar dos atacs, separats per 1.000 quilòmetres. Al teatre occidental, l'EPL va intentar expulsar les forces índies de la vall de Chip Chap a Aksai Chin mentre que al teatre oriental, l'EPL va intentar capturar les dues ribes del riu Namka Chu. Els rifles Gurkha que viatjaven cap al nord van ser objectiu del foc de l'artilleria xinesa. Després de quatre dies de ferotge lluita, els tres regiments de tropes xineses van aconseguir assegurar una part substancial del territori en disputa.

### Teatre oriental
Les tropes xineses van llançar un atac a la riba sud del riu Namka Chu el 20 d'octubre. Les forces índies estaven poc dotades, amb només un batalló de poca força per donar-los suport, mentre que les tropes xineses tenien tres regiments posicionats al costat nord del riu. Els indis esperaven que les forces xineses travessessin per un dels cinc ponts sobre el riu i van defensar aquests passos. El PLA va passar per alt els defensors creuant el riu, que era poc profund en aquella època de l'any. Es van formar en batallons al costat sud del riu controlat per l'Índia sota la cobertura de la foscor, amb cada batalló assignat contra un grup separat de Rajputs.
A les 5:14 del matí, el foc de morter xinès va començar a atacar les posicions índies. Simultàniament, els xinesos van tallar les línies telefòniques de l'Índia, impedint que els defensors poguessin contactar amb la seva seu. Cap a les 6.30 hores, la infanteria xinesa va llançar un atac sorpresa des de la rereguarda i va obligar els indis a abandonar les seves trinxeres. Els xinesos van aclaparar les tropes índies en una sèrie de maniobres de flanqueig al sud de la línia McMahon i van provocar la seva retirada de Namka Chu. Temerosos de les pèrdues contínues, les tropes índies es van retirar a Bhutan. Les forces xineses van respectar la frontera i no els van perseguir. Les forces xineses tenien ara tot el territori que estava en disputa en el moment de l'enfrontament de Thagla Ridge, però van continuar avançant cap a la resta de NEFA.
El 22 d'octubre, a les 12:15, els morters del PLA van disparar contra Walong, a la línia McMahon. Les bengales llançades per les tropes índies l'endemà van revelar nombrosos xinesos al voltant de la vall. Els indis van intentar utilitzar els seus morters contra els xinesos, però l'EPL va respondre encenent un foc forestal, provocant confusió entre els indis. Unes 400 tropes de l'EPL van atacar la posició índia. L'assalt xinès inicial es va aturar amb un precís foc de morter indi. Els xinesos es van reforçar i van llançar un segon assalt. Els indis van aconseguir retenir-los durant quatre hores, però els xinesos van utilitzar el pes dels números per passar a través seu. La majoria de les forces índies es van retirar a posicions establertes a Walong, mentre que una companyia recolzada per morters i metralladores mitjanes va romandre per cobrir la retirada.
Durant els dies següents, hi va haver enfrontaments entre les patrulles índies i xineses a Walong mentre els xinesos es van precipitar amb reforços. El 25 d'octubre, els xinesos van fer un sondeig, que es va trobar amb la resistència del 4t sikh. L'endemà, una patrulla del quart sikh va ser encerclada i, després de no poder trencar l'encerclament, una unitat índia va poder flanquejar els xinesos, permetent l'alliberamtn dels sikhs.

## L'alto el foc
La Xina havia assolit les seves línies de reivindicació, de manera que l'EPL no va avançar més, i el 19 de novembre va declarar un alto el foc unilateral. Zhou Enlai va declarar un alto el foc unilateral per començar la mitjanit del 21 de novembre.
| « | Beginning from 21 November 1962, the Chinese frontier guards will cease fire along the entire Sino-Indian border. Beginning from 1 December 1962, the Chinese frontier guards will withdraw to positions 20 quilometres (12 milles) behind the line of actual control which existed between China and India on 7 November 1959. In the eastern sector, although the Chinese frontier guards have so far been fighting on Chinese territory north of the traditional customary line, they are prepared to withdraw from their present positions to the north of the illegal McMahon Line, and to withdraw vint quilometres (12 milles) back from that line. In the middle and western sectors, the Chinese frontier guards will withdraw vint quilometres (12 milles) from the line of actual control. | » |

Cap al final de la guerra, l'Índia va augmentar el seu suport als refugiats i revolucionaris tibetans, alguns d'ells s'havien establert a l'Índia, ja que lluitaven contra el mateix enemic comú a la regió. L'administració de Nehru va ordenar la creació d'una "Força Armada Tibetana" formada per l'Índia, composta per refugiats tibetans.

## Implicació estrangera
Durant el conflicte, Nehru va escriure dues cartes el 19 de novembre de 1962 al president dels Estats Units John Fitzerald Kennedy, demanant 12 esquadrons d'avions de caça i un sistema de radar modern. Aquests avions es van considerar necessaris per reforçar la força aèria de l'Índia de manera que el combat aeri es pogués iniciar amb seguretat des de la perspectiva índia. Les tropes de bombardeig van ser considerades imprudents per por a les represàlies xineses. Nehru també va demanar que aquests avions fossin tripulats per pilots nord-americans fins que els aviadors indis fossin entrenats per substituir-los. Aquestes peticions van ser rebutjades per l'Administració Kennedy, que estava involucrada en la crisi dels míssils de Cuba durant la major part de la guerra sinoíndia. No obstant això, els EUA van proporcionar assistència no de combat a les forces índies i van planejar enviar el portaavions USS Kitty Hawk al golf de Bengala per donar suport a l'Índia en cas d'una guerra aèria.
Com que la divisió sinosoviètica ja s'havia produït, Moscou, tot i que es va mantenir formalment neutral, va fer un gran esforç per prestar assistència militar a l'Índia, especialment amb la venda d'avions de guerra MiG avançats. Els Estats Units i la Gran Bretanya es van negar a vendre aquestes armes avançades, per la qual cosa l'Índia va recórrer a l'URSS. L'Índia i l'URSS van arribar a un acord l'agost de 1962 (abans de la crisi dels míssils de Cuba) per a la compra immediata de dotze MiG-21 així com per a l'assistència tècnica soviètica en la fabricació d'aquests avions a l'Índia. Segons P.R. Chari, "La producció índia prevista d'aquests avions relativament sofisticats només podia haver indignat Pequín, tan aviat després de la retirada dels tècnics soviètics de la Xina". El 1964, es van rebutjar més peticions índies d'avions americans. No obstant això, Moscou va oferir préstecs, preus baixos i ajuda tècnica per millorar la indústria armamentística de l'Índia. El 1964, l'Índia era un important comprador d'armes soviètiques.
Segons el diplomàtic indi G. Parthasarathy, "només després de no rebre res dels EUA es va iniciar el subministrament d'armes de la Unió Soviètica a l'Índia". La relació afavorida de l'Índia amb Moscou va continuar durant la dècada de 1980, però va acabar després del col·lapse del comunisme soviètic el 1991. A les seves memòries, l'aleshores líder soviètic, Nikita Khrusxov, diu: "Crec que Mao va crear el conflicte sinoindi precisament per atreure la Unió Soviètica cap a ell. Volia posar-nos en la posició de no tenir més remei que recolzar-lo. Volia ser qui decidís el que havíem de fer, però Mao va cometre un error en pensar que acordaríem sacrificar la nostra independència en política exterior".

## Procés diplomàtic
El 1993 i el 1996, les dues parts van signar els Acords Bilaterals de Pau i Tranquil·litat Sinoindis, acords per mantenir la pau i la tranquil·litat al llarg de la línia de control real. Es van celebrar deu reunions d'un grup de treball conjunt sinoindi (SIJWG) i cinc d'un grup d'experts per determinar on es troba el LoAC, però es van produir pocs avenços.
El 20 de novembre de 2006, polítics indis d'Arunachal Pradesh van expressar la seva preocupació per la modernització militar xinesa i van fer una crida al parlament perquè prengués una postura més dura sobre la RPC després d'una acumulació militar a la frontera similar a la del 1962. A més, l'ajuda militar de la Xina al Pakistan també és una qüestió de preocupació per al públic indi, ja que les dues parts s'han involucrat en diverses guerres.
El 6 de juliol de 2006 es va reobrir la històrica Ruta de la Seda que passava per aquest territori pel coll de Nathu La. Les dues parts han acordat resoldre els problemes per mitjans pacífics.
A l'octubre de 2011, es va declarar que l'Índia i la Xina formularien un mecanisme fronterer per gestionar diferents percepcions sobre la línia de control real i reprendre els exercicis bilaterals de l'exèrcit entre l'exèrcit indi i xinès a partir de principis de 2012.

## En la cultura popular
La novel·la Mandala de Pearl S. Buck té un relat de la guerra i la situació del govern indi i de l'exèrcit davant les forces xineses més ben equipades i organitzades. El personatge central de la novel·la, un maharana de Mewar, té el seu fill lluitant contra els xinesos a la guerra i mor a la batalla de Chushul. L'autor australià Jon Cleary va escriure una novel·la ambientada durant el conflicte, The Pulse of Danger (1966).
El 1963, en el context de la guerra sinoíndia, Lata Mangeshkar va cantar la cançó patriòtica "Aye Mere Watan Ke Logo" (literalment, "Oh, la gent del meu país") en presència de Nehru. La cançó, composta per C. Ramchandra i escrita per Pradeep, es diu que va fer plorar el primer ministre.
Les representacions de la guerra de 1962 al cinema indi inclouen: Haqeeqat (1964), Ratha Thilagam (1963), 1962: My Country Land (2016), Tubelight (2017), 72 Hours: Martyr Who Never Mort (2019) basat en la vida de Jaswant Singh Rawat, Subedar Joginder Singh (2017) sobre el soldat Joginder Singh. Paltan (2018) es basa en els enfrontaments posteriors de Nathu La i Cho La de 1967 al llarg de la frontera amb Sikkim i està ambientat just després de la guerra de 1962.
1962: The War in the Hills és una sèrie web índia del 2021 basada en la batalla de Rezang La durant la guerra. Es va publicar a Hotstar, amb el seu llançament avançat a causa de les escaramusses entre la Xina i l'Índia de 2020-2021.